# Gabriel Sarksjan
Gabriel Sarksjan, arm. Գաբրիել Ազատի Սարգսյան (ur. 3 lutego 1983) – ormiański szachista, arcymistrz od 2002 roku.

## Kariera szachowa
Od pierwszych lat XXI wieku znajduje się w ścisłej czołówce ormiańskich szachistów. W latach 2000 i 2003 zdobył złote medale na mistrzostwach Armenii. Oprócz tego, w roku 2002 zdobył medal srebrny, a w 2004 i 2005 – medale brązowe.
W 2003 zwyciężył w Abu Zabi oraz podzielił II m. (za Baadurem Dżobawą) w Dubaju. W 2004 wystąpił na rozegranych systemem pucharowym w Trypolisie mistrzostwach świata, odpadając w I rundzie po porażce z Siergiejem Tiwiakowem. W 2006 podzielił I miejsca w otwartych turniejach w Dubaju i Reykjaviku. W 2007 podzielił II lokatę (za Pawłem Eljanowem) w turnieju Corus w Wijk aan Zee oraz odniósł  duży sukces, zwyciężając (przed m.in. Rusłanem Ponomariowem, Ivanem Sokolovem i Krishnanem Sasikiranem) w silnie obsadzonym turnieju Ruy Lopez w Zafrze. Uzyskany w tym turnieju wynik 6½ pkt w 7 partiach odpowiadał 3021 punktom rankingowym, co jest osiągnięciem wyjątkowym. Podzielił również I m. w turnieju Politiken Cup w Helsingør (wraz z Michałem Krasenkowem, Nickiem de Firminem, Emanuelem Bergiem i Władimirem Małachowem). W 2012 r. zwyciężył w otwartych turniejach w Chicago oraz Retimnie. W 2014 r. zwyciężył (wspólnie z Kannappanem Priyadharshanem) w turnieju Chicago Open w Chicago.
Wielokrotny reprezentant Armenii w turniejach drużynowych, m.in.:
- ośmiokrotnie na olimpiadach szachowych (w latach 2000, 2002, 2004, 2006, 2008, 2010, 2012, 2014); sześciokrotny medalista: wspólnie z drużyną – trzykrotnie złoty (2006, 2008, 2012) i dwukrotnie brązowy (2002, 2004) oraz indywidualnie – złoty (2008 – na III szachownicy)[8],
- trzykrotnie na drużynowych mistrzostwach świata (w latach 2010, 2011, 2013); dwukrotny medalista: wspólnie z drużyną – złoty (2011) oraz indywidualnie – brązowy (2010 – na III szachownicy)[9],
- czterokrotnie na drużynowych mistrzostwach Europy (w latach 2007, 2009, 2011, 2013); trzykrotny medalista: wspólnie z drużyną – srebrny (2007) oraz indywidualnie – złoty (2009 – na III szachownicy) i srebrny (2011 – na IV szachownicy)[10].

Najwyższy ranking w dotychczasowej karierze osiągnął 1 grudnia 2017 r., z wynikiem 2702 punktów zajmował wówczas 43. miejsce na światowej liście FIDE, jednocześnie zajmując 2. miejsce wśród ormiańskich szachistów.